# 王景崧
王景崧（?—?），湖南省益陽縣人，清朝政治人物、進士出身。
光緒三十年，會試第41名；殿試登進士三甲第144名，后分發為知縣。